# Parahydrophis mertoni
Parahydrophis mertoni is een slang uit de familie koraalslangachtigen (Elapidae) en de onderfamilie zeeslangen (Hydrophiinae). Het is de enige soort uit het monotypische geslacht Parahydrophis.

## Naam en indeling
De wetenschappelijke naam van de soort werd voor het eerst voorgesteld door Jean Roux in 1910. Oorspronkelijk werd de wetenschappelijke naam Distira mertoni gebruikt. De soort werd door William Leslie Burger en Tetsuya Natsuno in 1974 aan het geslacht Parahydrophis toegewezen en is tegenwoordig de enige vertegenwoordiger van deze monotypische groep. De soortaanduiding mertoni is een eerbetoon aan de Duitse arts Hugo Merton.

## Uiterlijke kenmerken
De slang bereikt een lichaamslengte tot ongeveer 50 centimeter. De buikschubben zijn relatief breed, de slang heeft 36 tot 39 rijen schubben in de lengte op het midden van het lichaam. De lichaamskleur is lichtgrijs, met 40 tot 50 donkere ringvormige banden aan de bovenzijde. Op het midden van de rug zijn deze banden het breedst en hebben een lichtere vlek in het midden.

## Verspreiding en habitat
De soort komt voor in delen van de Arafurazee en leeft bij Papoea-Nieuw-Guinea en Australië. In Australië komt de slang voor in Noordelijk Territorium en Queensland. De habitat bestaat uit ondiepe kuststreken met een modderige bodem, en mangrovebossen. De soort is aangetroffen tot een diepte van ongeveer 10 meter onder het zee-oppervlak.

## Beschermingsstatus
Door de internationale natuurbeschermingsorganisatie IUCN is de beschermingsstatus 'onzeker' toegewezen (Data Deficient of DD).